# Paranerita niobe
Paranerita niobe är en fjärilsart som beskrevs av William Schaus 1911. Paranerita niobe ingår i släktet Paranerita och familjen björnspinnare. Inga underarter finns listade i Catalogue of Life.